# Jamie Goodwin
James „Jamie“ Goodwin (* 24. Juli 1961 in Biloxi, Mississippi) ist ein US-amerikanischer Schauspieler.
Jamie Goodwin spielte von 1986 bis 1990 eine Hauptrolle in der US-amerikanischen Seifenoper Springfield Story. Für seine Rolle des Johnny Bauer wurde er 1989 für den Soap Opera Digest Award nominiert. Danach trat er nur noch in kleine Rollen wie 1990 im Rosamunde-Pilcher-Film Die Muschelsucher an der Seite von Angela Lansbury oder 1995 als Bud in Flirty Dancing auf. Außerdem war Goodwin unter anderem als Gaststar in Sex and the City (1998, 1999) und in Ed – Der Bowling-Anwalt (2001) zu sehen.